# Yunis Nuri
Yunis Nuri (Ereván, 23 de enero de 1878-ib., 5 de enero de 1950) fue un actor de teatro y cine de Azerbaiyán, galardonado con el título Artista de Honor de la República Socialista Soviética de Armenia.  Fue uno de los fundadores del teatro azerbaiyano en la ciudad de Ereván.

## Biografía
Yunis Nuri nació el 23 de enero de 1878 en la ciudad de Ereván.
En 1896 empezó a interpretar en el teatro en Ereván y trabajó en el Teatro dramático estatal azerbaiyano de Ereván hasta el final de su vida. Interpretó papeles como Haji Kara ("Haji Kara", Mirza Fatali Akhundov), Soltan bey ("Arshin Mal Alan", Uzeyir Hajibeyov), El médico ("El doctor enamorado" Jean Baptiste Molière), Atakishi, Allahverdi (" Sevil", "En 1905", Yafar Yabbarlí), Giko ("Pepo", Gabriel Sundukian), Sheikh Nasrullah ("Los Muertos", Jalil Mammadguluzade) y otros. Yunis Nuri también actuó en la película. 
Yunis Nuri falleció el 5 de enero de 1950 en la ciudad de Ereván.